# Yvan Georgesstadion
Het Yvan Georgesstadion (Frans: Stade Yvan Georges) is een voetbalstadion in Virton, België, dat plaats biedt aan 4.572 toeschouwers. De bespeler van het stadion is Excelsior Virton, dat speelt in de Eerste Klasse B. Het stadion is vernoemd naar een oud-voorzitter van de club, die overleed in 1945 en stond eerder bekend als Pré Jacquet.